# ISO 3166-2:ER

Stát Eritrea na mapě

Kódy ISO 3166-2 pro Eritreu identifikují 6 regionů (stav v roce 2015). První část (ER) je mezinárodní kód pro Eritreu, druhá část sestává z dvou písmen identifikujících region.

## Seznam kódů
| Kod   | Subjekt              | Hlavni mesto |
| ----- | -------------------- | ------------ |
| ER-AN | Anseba               | Keren        |
| ER-DK | Debubawi-Keih-Bahri  | Assab        |
| ER-DU | Debub                | Mendefera    |
| ER-GB | Gash-Barka           | Barentu      |
| ER-MA | Maekel               | Asmara       |
| ER-SK | Semienawi-Keih-Bahri | Massawa      |